# Maurice Trintignant
Maurice Bienvenu Jean Paul Trintignant (Sainte-Cécile-les-Vignes, 1917. október 30. – Nîmes, 2005. február 13.) francia autóversenyző, volt Formula–1-es pilóta, 1954-ben megnyerte a Le Mans-i 24 órás autóversenyt.

## Pályafutása
Maurice Trintignant, Tazio Nuvolarival, Juan-Manuel Fangióval és Jim Clarkkal is összemérhette tudását. A francia versenyző huszonöt esztendőn keresztül versenyzett különböző gyorsasági megmérettetéseken. 1950 és 1964 között 82 Formula–1-es versenyen vett részt, amelyek során két győzelmet és 72,33 pontot szerzett. Egyik legnagyobb sikere a Le Mans-i 24 órás autóversenyen aratott győzelem volt.
Formula–1-es sikereit Monacóban érte el. Az 1955-ös esztendőben a Mercedes, a Maserati és a Lancia gyorsabb volt, mint a Ferrari, így meglepetés győzelem született. Három évvel később sikerült megismételnie a sikert egy Cooper-Climax volánja mögött.
A hatvanas évek elején saját csapatot alapított és két éven keresztül kedvtelésből versenyzett. Aktív pályafutása után borgazdálkodással foglalkozott.

## Teljes Formula–1-es eredménylistája
(Táblázat értelmezése)

(Félkövér: pole-pozícióból indult; dőlt: leggyorsabb kört futott) 

| Év   | Csapat                           | 1         | 2      | 3      | 4      | 5       | 6      | 7      | 8      | 9      | 10     | 11     | Helyezés | Pont  |
| ---- | -------------------------------- | --------- | ------ | ------ | ------ | ------- | ------ | ------ | ------ | ------ | ------ | ------ | -------- | ----- |
| 1950 | Gordini                          | GBR       | MON Ki | 500    | SUI    | BEL     | FRA    | ITA Ki |        |        |        |        | –        | 0     |
| 1951 | Gordini                          | SUI       | 500    | BEL    | FRA Ki | GBR     | GER Ki | ITA Ki | ESP Ki |        |        |        | –        | 0     |
| 1952 | Ecurie Rosier (Ferrari)          | SUI Ni    |        |        |        |         |        |        |        |        |        |        | 21.      | 2     |
| 1952 | Gordini                          |           | 500    | BEL    | FRA 5  | GBR Ki  | GER Ki | NED 6  | ITA Ki |        |        |        | 21.      | 2     |
| 1953 | Gordini                          | ARG 7 *   | 500    | NED 6  | BEL 5  | FRA Ki  | GBR Ki | GER Ki | SUI Ki | ITA 5  |        |        | 11.      | 4     |
| 1954 | Ecurie Rosier (Ferrari)          | ARG 4     | 500    |        |        |         |        |        |        |        |        |        | 4.       | 17    |
| 1954 | Scuderia Ferrari                 |           |        | BEL 2  | FRA Ki | GBR 5   | GER 3  | SUI Ki | ITA 5  | ESP Ki |        |        | 4.       | 17    |
| 1955 | Ferrari                          | ARG 2+3 † | MON 1  | 500    | BEL 6  | NED Ki  | GBR Ki | ITA 8  |        |        |        |        | 4.       | 11.33 |
| 1956 | Vanwall                          | ARG       | MON Ki | 500    | BEL Ki |         | GBR Ki | GER    | ITA Ki |        |        |        | HN       | 0     |
| 1956 | Bugatti                          |           |        |        |        | FRA Ki  |        |        |        |        |        |        | HN       | 0     |
| 1957 | Scuderia Ferrari                 | ARG       | MON 5  | 500    | FRA Ki | GBR 4 ‡ | GER    | PES    | ITA    |        |        |        | 13.      | 5     |
| 1958 | Rob Walker Racing Team (Cooper)  | ARG       | MON 1  | NED 9  | 500    |         |        | GBR 8  | GER 3  | POR 8  | ITA Ki | MOR Ki | 7.       | 12    |
| 1958 | Scuderia Centro Sud (Maserati)   |           |        |        |        | BEL 7   |        |        |        |        |        |        | 7.       | 12    |
| 1958 | BRM                              |           |        |        |        |         | FRA Ki |        |        |        |        |        | 7.       | 12    |
| 1959 | Rob Walker Racing Team (Cooper)  | MON 3     | 500    | NED 8  | FRA 11 | GBR 5   | GER 4  | POR 4  | ITA 9  | USA 2  |        |        | 5.       | 19    |
| 1960 | Rob Walker Racing Team (Cooper)  | ARG 3     |        |        |        |         |        |        |        |        |        |        | HN       | 0     |
| 1960 | Scuderia Centro Sud (Cooper)     |           | MON Ki | 500    | NED Ki | BEL     | FRA Ki |        |        |        | USA 15 |        | HN       | 0     |
| 1960 | Aston Martin                     |           |        |        |        |         |        | GBR 11 | POR    | ITA    |        |        | HN       | 0     |
| 1961 | Scuderia Serenissima (Cooper)    | MON 7     | NED    | BEL Ki | FRA 13 | GBR     | GER Ki | ITA 9  | USA    |        |        |        | HN       | 0     |
| 1962 | Rob Walker Racing Team (Lotus)   | NED       | MON Ki | BEL 8  | FRA 7  | GBR     | GER Ki | ITA Ki | USA Ki | RSA    |        |        | HN       | 0     |
| 1963 | Reg Parnell Racing (Lola, Lotus) | MON Ki    | BEL    | NED    |        |         | FRA 10 | GBR    | GER    |        |        |        | HN       | 0     |
| 1963 | Scuderia Centro Sud (BRM)        |           |        |        |        |         |        | ITA 9  | USA    | MEX    | RSA    |        | HN       | 0     |
| 1964 | Privát BRM                       | MON Ki    | NED    | BEL    | FRA 11 | GBR Nk  | GER 5  | AUT    | ITA Ki | USA    | MEX    |        | 17.      | 2     |